# Плаут, Ганс-Георг
Ганс-Георг Плаут (нем. Hans-Georg Plaut; 11 февраля 1918, Ганновер — 2 января 1992, Церматт) — немецкий экономист, основатель теории гибкого учета затрат (нем. Grenzplankostenrechnung).

## Биография
Ганс-Георг Плаут с отличием окончил гимназию. Вскоре он поступил в Технический Институт Веймара, где отучился по направлению машиностроения и автомобилестроения. По окончании учебного заведения он получил научную степень. Во время Второй мировой войны учёный был призван в качестве инженера-испытателя. Он работал на сталелитейном заводе Бринера. Там он заложил фундамент своей теории гибкого расчёта затрат на производство готовой продукции.
По окончании войны Плаут продолжил исследования в области контроллинга. Он стал бизнес-консультантом в Торгово-промышленной палате в Ганновере и проработал там год с 1945 по 1946 год. В 1946 году он открыл собственную консалтинговую компанию.
Плаут объединил два ранее независимых методов учёта затрат друг с другом: предельная стоимость по принципу Евгения Шмаленбаха и методы калькуляции разработанные в США в 1930-х. Карл-Георг Плаут был пионером и основателем концепции предельной стоимости затрат, которая в наше время является стандартным инструментом управления.
Первое программное обеспечение для целей контроллинга и управленческого учёта было разработано сотрудниками Плаут консалтинг, это решение было единственным на рынке в течение долгого времени. В 1987 году Компания SAP купила IT-решение Плаут. Модуль контроллинга в SAP, был изначально разработан по принципам заложенным Гансом-Георгом Плаутом.
В 1987 году Плаут получил степень почётного доктора экономики и права в Университете области Саар. В следующем году он получил премию за заслуги перед Федеративной республикой Германия. В 1990 году Университетом Людвига Максимилиана в Мюнхене был утверждён грант имени Ганса-Георга Плаута — за выдающиеся достижения в области контроллинга и управленческого учёта.
Ганс Георг Плаут так же обладал большой коллекцией автомобилей и участвовал в гонках Милле Милья и в 1000 км Нюрбургринга.